# Horst Hoffmann (Schriftsteller)
Horst Hoffmann (* 21. März 1950 in Bergheim) ist ein deutscher Schriftsteller, der u. a. unter dem Pseudonym Neil Kenwood veröffentlicht.

## Leben
Er studierte zunächst Kunstgeschichte und anschließend Volkswirtschaft. Danach fasste er den Entschluss, Schriftsteller zu werden. 1976 wurde sein erster Roman veröffentlicht. 1982 erschien sein erster Perry-Rhodan-Heftroman (#1076); vorher hatte er bereits vier Jahre bei der Atlan-Serie mitgeschrieben. Seine Perry-Rhodan-Romane haben oft satirischen Charakter (zum Beispiel #1111 Die Macht der Elf, #2222 Rendezvous mit der Ewigkeit, Taschenbuch #380 Als die Kröten kamen).                  Im September 2009 gab er seinen Abschied aus dem Autorenteam der Perry-Rhodan-Serie bekannt.
Ab Folge 7 (1983) schrieb er – unter dem Pseudonym Kevin Hayes – die Dialogbücher für die Science-Fiction-Hörspiel-Serie Jan Tenner bis Folge 45 (1989). Im Jahr 2000 erschien schließlich die Nr. 46.                                                                                   2001 und 2002 wagte Kiddinx unter dem Titel Jan Tenner – Die neue Dimension eine Nachfolge-Serie, für die Hoffmann 11 Abenteuer verfasste.                        Ab 2019 verfasste er für die bei Kiddinx und Zauberstern Records erscheinende Fortsetzung Jan Tenner – Der neue Superheld die Skripte der ersten 23 Folgen.